# Together (東方神起の曲)
「Together」（トゥゲザー）は、東方神起の楽曲である。2007年12月19日にrhythm zoneより日本における通算15枚目のシングルとして発売された。

## 概要
前作『Forever Love』より約1ヶ月ぶりのリリース。
[CD]、[CD+DVD]の2形態でのリリース（詳細は後述を参照）。
本作はグループ初のアニメ作品タイアップ作品および映画主題歌となっている。
2007年12月31日のオリコン週間シングルランキングで初登場3位を獲得した。

## 発売形態
CD
- 品番: RZCD-45763（日本盤）、SMJTCD-232（韓国盤）
- 「Together (Kids Chorus ver.)」と「Forever Love (Bell'n'Snow Edit)」を追加収録。
- 初回限定特典: ジャケットサイズステッカー、ジャケットサイズカード（6種のうち1種を無作為に封入）

CD+DVD
- 品番: RZCD-45762（日本盤）、SMJTCD-233B（韓国盤）
- 初回限定特典: 「オフショットムービー」（DVDに収録）、ジャケットサイズカード（6種のうち1種を無作為に封入）

Bigeast限定
- 品番: RZC1-45764
- ピクチャーレーベル仕様
- 東方神起の日本公式ファンクラブ「Bigeast」の会員のみに完全予約受付販売
- [CD]と収録内容は同じである

## 収録内容

### ［CD］［Bigeast限定］
| #         | タイトル                           | 作詞      | 作曲      | 編曲         | 時間  |
| --------- | ---------------------------------- | --------- | --------- | ------------ | ----- |
| 1.        | 「Together」                       | H.U.B.    | 原広明    | AKIRA        | 5:24  |
| 2.        | 「Together」(Kids Chorus ver.)     | H.U.B.    | 原広明    |              | 5:35  |
| 3.        | 「Forever Love」(Bell'n'Snow Edit) | 園田凌士  | 藤谷一郎  | Jin Nakamura | 6:40  |
| 4.        | 「Together」(Less Vocal)           |           |           |              | 5:22  |
| 合計時間: | 合計時間:                          | 合計時間: | 合計時間: | 合計時間:    | 23:01 |

### ［CD+DVD］
| #         | タイトル                 | 作詞      | 作曲      | 編曲      | 時間  |
| --------- | ------------------------ | --------- | --------- | --------- | ----- |
| 1.        | 「Together」             | H.U.B.    | 原広明    | AKIRA     | 5:25  |
| 2.        | 「Together」(Less Vocal) |           |           |           | 5:22  |
| 合計時間: | 合計時間:                | 合計時間: | 合計時間: | 合計時間: | 10:47 |

| #  | タイトル                           | 作詞 | 作曲・編曲 | 監督           |
| -- | ---------------------------------- | ---- | ---------- | -------------- |
| 1. | 「Together」(Video Clip)           |      |            | Tsuyoshi Inoue |
| 2. | 「Off Shot Movie」(初回限定盤のみ) |      |            |                |

## 曲の解説
1. Together
サンリオのアニメーション映画『シナモン the Movie』主題歌
実際に映画で使用されたのは「Together (Movie Ver.)」というショート・バージョンで、こちらは映画のサウンドトラック盤『シナモン the movie/ねずみ物語 サウンドトラック』に収録されている。
ミュージック・ビデオは、アニメーションで構成されている[3]。なお、ミュージック・ビデオは、一部がカットされたショート・バージョンとなっている。
2. Together (Kids Chorus ver.)
子供のコーラスが加えられたバージョン。
3. Forever Love (Bell'n'Snow Edit)
前作のバージョン違い。

## 収録アルバム
Together
- シナモン the movie/ねずみ物語 サウンドトラック（Movie Ver.）
- T
- COMPLETE -SINGLE A-SIDE COLLECTION-